# Університетський коледж Молде
Університетський коледж Молде — Спеціалізований університет з логістики (норв. Høgskolen i Molde - Vitenskapelig høgskole i logistikk, скорочено HiM) — норвезький спеціалізований університет, розташований у Молде. В університеті діють програми з бізнес адміністрування, логістики, інформаційних технологій та медичних наук.
Університет має наступні рівні дипломів: бакалавр, магістр та доктор філософії. Заклад належав до університетських коледжів до 2010 року, поки не отримав новий статус спеціалізованого університету. Є одним з дев'яти спеціалізованих університетів Норвегії. Головний кампус знаходиться в Молде, але деякі навчальні програми викладаються в Крістіансунді. На території кампусу також розташований дослідницький інститут Море.

## Навчальні програми
Бакалаврські програми:
- Соціальні студії
- Бізнес адміністрування
- Логістика
- Спортивний менеджмент
- Інформаційні технології
- Медичні науки

Магістерські програми:
- Логістика
- Інженерна логістика
- Нафтова логістика
- Івент менеджмент
- Менеджмент командного спорту
- Бізнес адміністрування

Докторські програми:
- Логістика
- Медичні науки